# Golf
Golf hay gôn (từ cách phát âm tiếng Pháp golf /ɡɔlf/), là một môn thể thao mà người chơi sử dụng nhiều loại gậy để đánh bóng vào một lỗ nhỏ trên sân golf sao cho số lần đánh càng ít càng tốt.
Không giống như hầu hết các trò chơi với bóng khác, golf không yêu cầu một khu vực thi đấu được tiêu chuẩn hóa. Cuộc chơi diễn ra trên một sân đã được sắp xếp theo một chu trình định sẵn gồm 09 lỗ hoặc 18 lỗ (hay hố). Mỗi lỗ trên sân đi kèm với một khu vực phát bóng, và một khu vực putting green bao gồm lỗ golf (rộng 10,79 cm). Ở giữa hai khu vực trên là các dạng địa hình tiêu chuẩn khác như fairway (khu vực giữa tee box và putting green), rough (cỏ dài), hố cát, và các chướng ngại vật (nước, đá, bụi cỏ). Tuy nhiên mỗi khu vực lỗ trên sân có một thiết kế và cách bố trí khác nhau.
Có hai kiểu thi đấu golf chính. Trong kiểu stroke play (đấu gậy) người chơi golf cố gắng đạt số gậy thấp nhất; còn ở kiểu match play, các cá nhân hay đội chơi cố gắng thắng nhiều hố hơn so với đối phương. Stroke play là thể thức phổ biến nhất.

## Xuất xứ

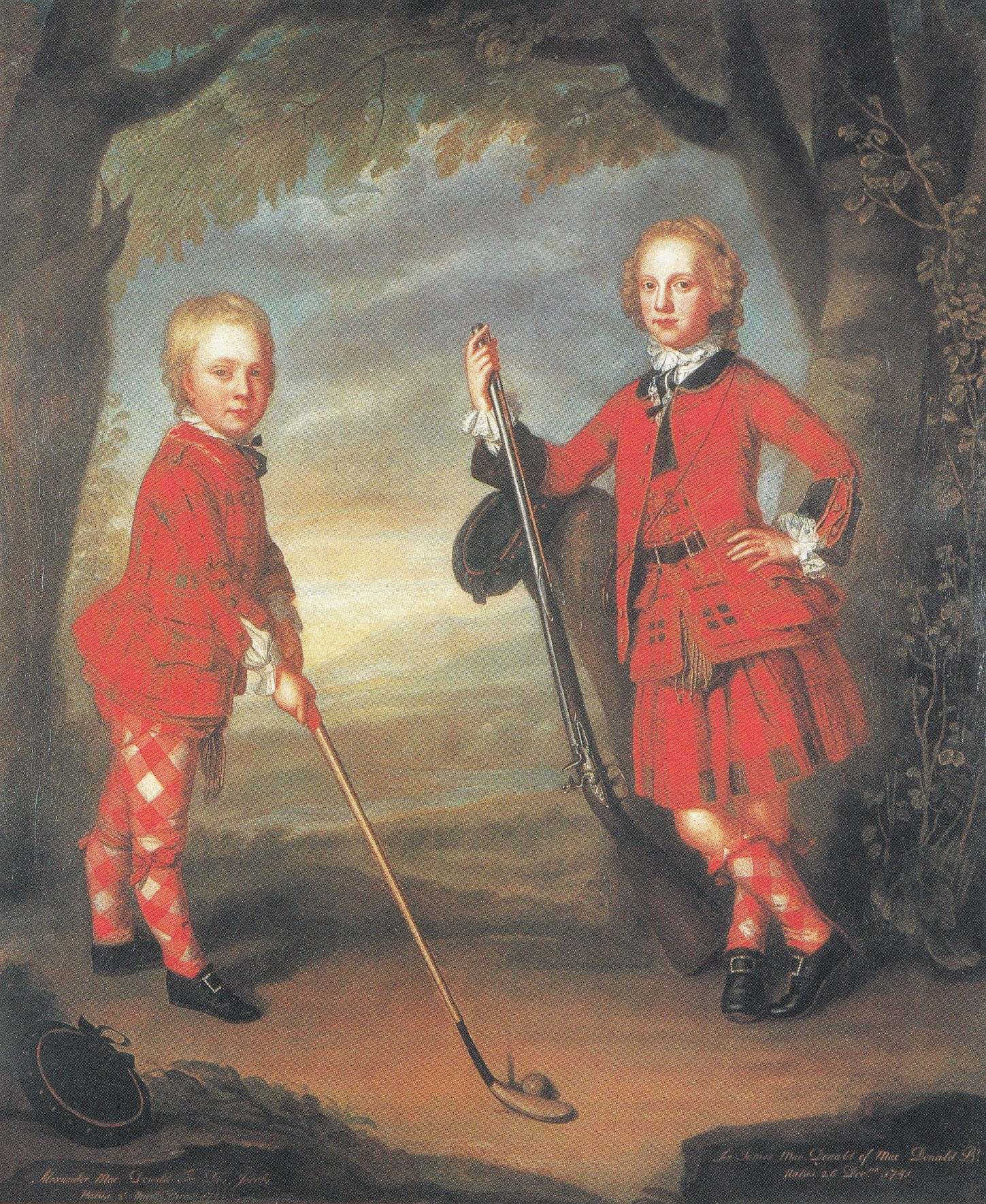
Những cậu bé nhà MacDonald chơi golf, thế kỷ 18.

Mặc dù môn golf hiện đại có xuất xứ tại Scotland thế kỷ 15, tuy nhiên xuất xứ cổ đại của môn thể thao này vẫn không rõ ràng và còn nhiều tranh cãi. Theo một số sử gia, trong môn paganica của người La Mã, người chơi sử dụng một cây gậy cong để đánh một quả bóng da nhồi. Lý thuyết này cho rằng paganica lan khắp châu Âu khi người La Mã chinh phục trong giai đoạn thế kỷ thứ nhất trước Công nguyên và cuối cùng phát triển thành môn thể thao hiện đại. Những sử gia khác lại cho rằng môn golf hiện nay phát triển từ môn chùy hoàn, một trò chơi Trung Quốc tồn tại từ thế kỷ 8 đến thế kỷ 14. Một văn bản có niên đại 1368 mang tên "Bữa tiệc mùa thu" vẽ lại cảnh một người trong triều đình dùng một cây gậy đánh một trái bóng nhỏ với mục đích đưa bóng vào hố. Trò chơi này được cho là du nhập vào châu Âu từ thời Trung cổ. Một trò chơi có nét giống golf có tên là cambuca ở Anh (ở Pháp gọi là chambot).
Ở Việt Nam cũng có một trò chơi dân gian mang tính chất tương tự là môn "Đánh phết", về sau trò này trở thành một môn thể thao phổ biến trong các ngày tết, ngày hội. Tương truyền, từ thời Hai Bà Trưng, trò đánh phết đã được tổ chức để rèn luyển thể lực và mưu trí cho quân sĩ.

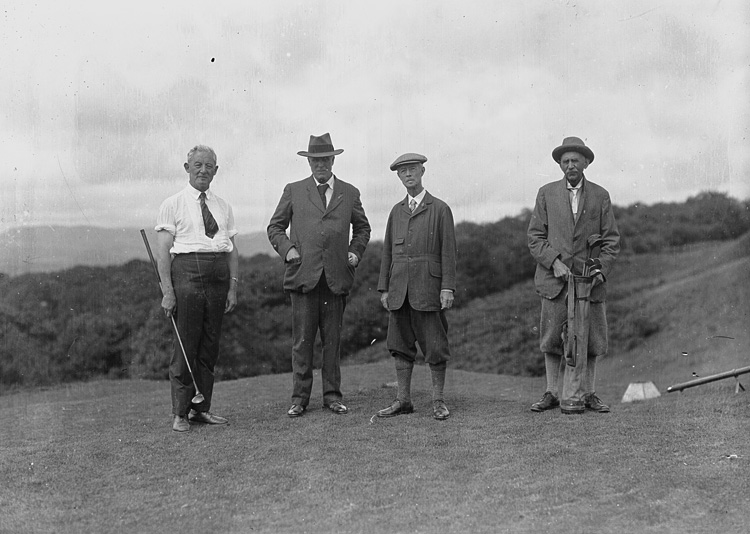
Bốn tay golf ở khu vực phát bóng của sân golf, thập niên 1930

Môn thể thao hiện đại có nguồn gốc tại Scotland. Bản ghi chép đầu tiên về golf tại đây là lệnh cấm chơi trò chơi này của James II vào năm 1452 vì nó khiến quân sĩ tại đây bỏ bê việc luyện tập bắn cung. Vua James IV dỡ bỏ lệnh cấm vào năm 1502 khi chính ông cũng trở thành một tay golf. Đối với nhiều golfer thì sân Old Course tại St Andrews, một sân golf kiểu links có niên đại từ năm 1574, được coi là thánh địa của golf. Vào năm 1764, sân golf 18 lỗ tiêu chuẩn được ra đời tại St Andrews khi các thành viên cải tạo sân từ 22 lỗ thành 18 lỗ. Một cuộc thi đấu golf diễn ra tại Musselburgh Links, East Lothian, Scotland vào ngày 2 tháng 3 năm 1672. Musselburgh Links cũng được Guinness chứng nhận là sân golf lâu đời nhất thế giới. Luật golf cổ nhất còn tồn tại được soạn vào tháng 3 năm 1744 dành cho Company of Gentlemen Golfers, sau này trở thành The Honourable Company of Edinburgh Golfers, áp dụng cho sân golf Leith, Scotland. Giải golf cổ nhất còn tồn tại, và cũng là giải major đầu tiên, The Open Championship, diễn ra lần đầu vào ngày 17 tháng 10 năm 1860 tại câu lạc bộ golf Prestwick thuộc Ayrshire, Scotland với những chức vô địch major đầu tiên thuộc về những người Scotland. Hai người Scotland tới từ Dunfermline là John Reid và Robert Lockhart lần đầu biểu diễn golf tại Hoa Kỳ vào năm 1888. Reid sau đó thành lập câu lạc bộ golf đầu tiên tại Mỹ ngay trong năm đó mang tên St. Andrews Golf Club ở Yonkers, New York.

## Sân golf

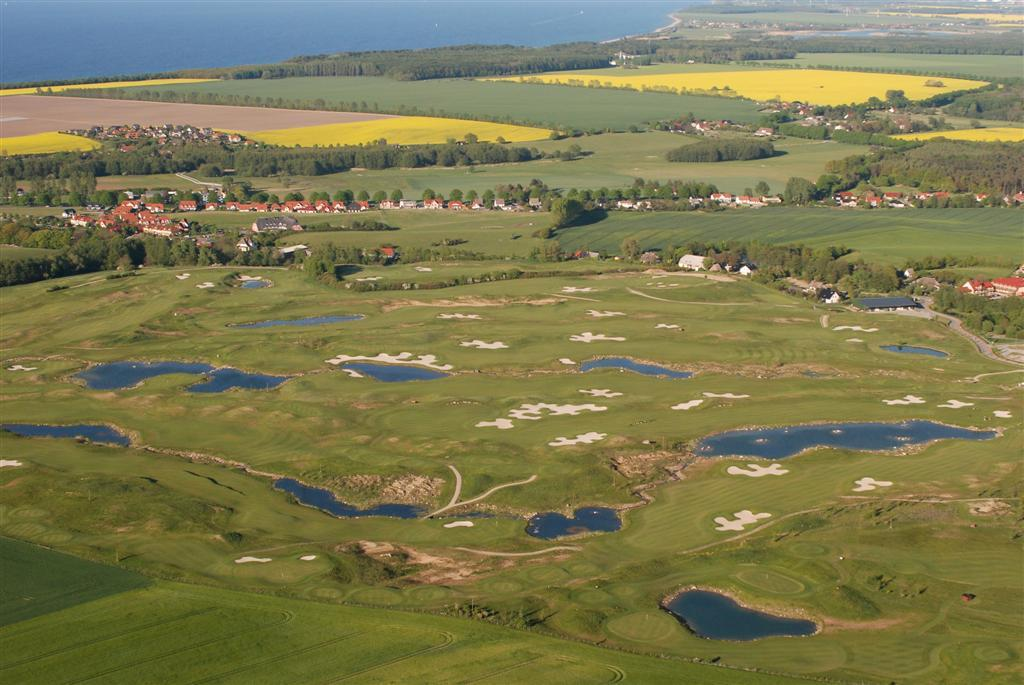
Toàn cảnh Golfplatz Wittenbeck ở Mecklenburg, Đức

Một sân golf gồm có 9 hoặc 18 lỗ, mỗi lỗ bao gồm một tee box (được đánh dấu bằng hai marker ở hai bên cho biết giới hạn của khu vực phát bóng hợp lệ), fairway, rough cùng các chướng ngại vật khác, và green (nơi có cột cờ và lỗ golf). Tee-box là nơi thực hiện cú đánh đầu tiên, để đưa bóng tới càng gần với vùng green càng tốt hay ít nhất là nằm trên vùng fairway. Từ vị trí fairway, người chơi đánh bóng hướng tới vùng green và đẩy bóng vào lỗ.
Sân golf thông thường có 18 lỗ, nhưng các sân golf 9 lỗ cũng phổ biến và có thể chơi 2 lần như một vòng của sân golf 18 lỗ.
Các sân golf Scotland thời kỳ đầu chủ yếu đặt trên đất nối nhau, các cồn cát phủ đất trực tiếp trên đất liền từ các bãi biển.
Sân golf 18 lỗ đầu tiên ở Hoa Kỳ nằm ở trang trại cừu thuộc Downers Grove, Illinois, năm 1892. Sân golf này vẫn tồn tại cho đến ngày nay. Sân golf cổ nhất ở Việt Nam là câu lạc bộ Golf Dalat Palace, vị trí sân golf này đã được đưa vào quy hoạch năm 1923, và được xây dựng năm 1930.

## Cách chơi

Một vòng thi đấu golf gồm 18 lỗ theo thứ tự được xác định bởi cách thức bố trí sân. Người chơi chỉ chơi một lần tại một hố. Một cuộc chơi có thể có số lượng người chơi bất kỳ. Một nhóm chơi thường có 1, 2, 3 hoặc 4 người cùng chơi trong vòng đó. Thời gian thông thường để kết thúc một vòng 9 lỗ là hai tiếng và 18 lỗ là bốn tiếng.
Mỗi hố golf bắt đầu bằng việc đặt bóng vào cuộc chơi ở khu vực phát bóng (còn gọi là tee box hoặc tee) và đánh bóng đi bằng gậy. Đối với cú đánh đầu tiên ở mỗi hố, người chơi được phép (nhưng không bắt buộc) đặt trái bóng trên một giá đỡ gọi là tee trước khi đánh. Tee là một cọc nhỏ có tác dụng nâng trái bóng cao hơn mặt sân vài xentimét. Tee thường làm bằng gỗ hoặc chất dẻo. Trước đây các golf thủ sử dụng các đụn cát để nâng quả bóng lên cao. Một vài sân golf vẫn yêu cầu dùng cát thay vì dùng tee cắm để giảm thiểu rác và bớt làm hại mặt sân ở khu vực phát bóng. Tee giúp giảm thiểu sự tiếp xúc của mặt đất và cỏ lên chuyển động của gậy và dễ đánh trúng bóng hơn, và do đó đánh xa hơn.
Vì cú đánh ban đầu thường có mục đích là đưa bóng đi xa (tầm xa thông thường là 225 thước Anh (210 m)), nên cú phát bóng còn được gọi là cú "drive" bằng một cây gậy gỗ thân dài, đầu to (gọi là gậy "driver"). Các lỗ có khoảng cách ngắn có thể bắt đầu bằng các loại gậy khác, ví dụ như các loại gậy gỗ số lớn hoặc gậy sắt. Khi trái bóng ngừng lăn, tay golf sẽ tiếp tục thực hiện các cú đánh (gọi chung là "lay-up") như cú "tiếp cận", cú "pitch", hay "chip", cho tới khi bóng vào green, nơi người chơi sẽ "đánh nhẹ" quả bóng vào lỗ. Mục tiêu đưa bóng vào lỗ với số lần đánh càng ít càng tốt sẽ khó thành khi người chơi gặp phải các vật cản như những khu vực cỏ dài và rậm hơn gọi là "rough" (thường ở hai bên của fairway), có tác dụng làm chậm chuyển động của bóng khi tiếp xúc và người chơi cũng khó đánh bóng đi theo ý muốn nếu bóng nằm ở khu vực này; "dogleg", những khúc uốn ở fairway thường đòi hỏi người ta thực hiện những cú đánh ngắn; hố cát (hay bẫy cát); và bẫy nước như ao hồ hay dòng suối.
Ở các cuộc đấu tính gậy theo luật golf, mỗi vận động viên đánh bóng tới khi bóng vào lỗ bất kể phải mất bao nhiêu gậy. Ở lối chơi match play người chơi được phép nhấc bóng lên và bỏ cuộc tại hố đó nếu biết chắc mình không thể thắng. Khi chơi tính số gậy với mục đích giao hữu, người chơi có thể bỏ cuộc tại hố đó nếu có ba gậy nhiều hơn par (hay còn gọi là "triple bogey"); mặc dù việc này về cơ bản vi phạm điều luật 3-2, nhưng hành động bỏ cuộc trước này có thể coi là một cử chỉ lịch sự đối với những người chơi khác, đồng thời tránh việc để thua quá cách biệt, tự gây ức chế hay chấn thương cho bản thân.
Khoảng cách từ tee box thứ nhất tới green thứ 18 có thể sẽ rất dài, có thể lên tới 7.000 thước Anh (6.400 m), và nếu tính thêm quãng đường từ green của hố này tới tee của hố kia, một người dù kinh nghiệm tới mấy cũng phải di chuyển chừng hơn 5 dặm một vòng chơi. Việc di chuyển có thể được trợ giúp bằng xe golf chạy điện. Tuy nhiên đa phần người chơi thường đi bộ trên sân đồng thời vác thêm bao gậy ở vai hoặc dùng xe kéo bao gậy. Ở nhiều giải trẻ và nghiệp dư, người chơi buộc phải đi bộ và tự vác túi đồ của mình, nhưng ở giải chuyên nghiệp và một số giải nghiệp dư hàng đầu, cũng như các câu lạc bộ tư nhân hạng sang, người chơi có thể được một caddy tháp tùng. Những người caddy có nhiệm vụ mang và quản lý đồ đạc của người chơi và, theo luật, được phép đưa ra lời khuyên trên sân. Caddy chỉ được phép tư vấn cho người chơi mà họ phục vụ chứ không được tư vấn các đối thủ khác.

## Luật lệ và quy tắc

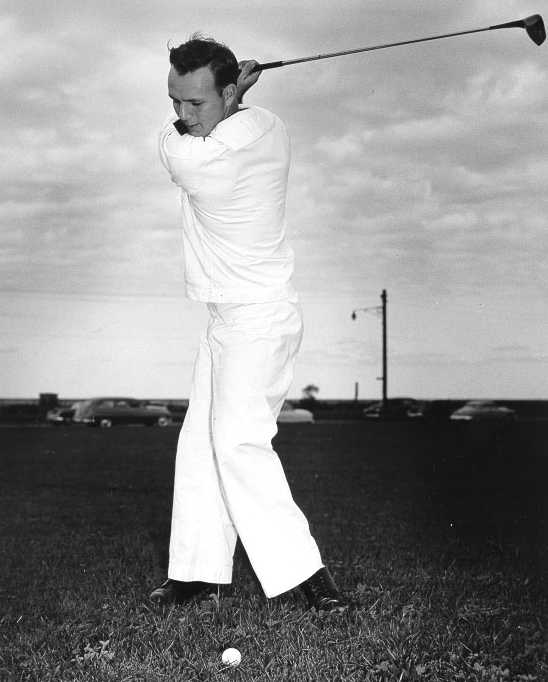
Arnold Palmer vào năm 1953

Luật chơi golf trên thế giới được chuẩn hóa và quản lý bởi The R&A và Hiệp hội golf Hoa Kỳ (USGA).
Người ta cũng đề ra các luật lệ nghiêm ngặt đối với các tay golf nghiệp dư. Về cơ bản, bất cứ ai từng nhận tiền công hoặc tiền bồi hoàn nhờ việc hướng dẫn, hay chơi golf để kiếm tiền, thì không được coi là nghiệp dư và không thể tham dự các giải đấu chỉ dành riêng cho người nghiệp dư. Tuy vậy, các tay golf nghiệp dư có thể nhận các khoản phí miễn là tuân theo các nguyên tắc nghiêm ngặt; họ cũng có thể nhận các giải thưởng không phải bằng tiền mặt trong giới hạn cho phép của Rules of Amateur Status.
Ngoài luật thành văn, các tay golf cũng cần tuan theo một bộ quy tắc gọi là quy tắc ứng xử golf. Các hướng dẫn quy tắc ứng xử bao trùm lên nhiều vấn đề như sự an toàn, công bằng, tốc độ chơi, sự tuân thủ của người chơi trong việc chăm sóc sân. Tuy việc vi phạm quy tắc ứng xử không bị phạt, nhưng người chơi vẫn thường tuân theo nó nhằm cải thiện trải nghiệm chơi của tất cả mọi người.

### Hình phạt
Các hình phạt phát sinh trong từng tình huống nhất định. Người chơi bị phạt gậy nếu vi phạm quy tắc hoặc đánh bóng khiến bóng rơi vào một tình huống bóng không thể đánh được.
Làm mất bóng hoặc đánh bóng ra ngoài biên bị phạt một gậy và phạt thêm khoảng cách đánh bóng (luật 27–1). Trang bị của người chơi làm xê dịch trái bóng hoặc việc loại bỏ các trở ngại (như lá cây, gạch đá,...) khiến bóng bị xê dịch thì bị phạt một gậy (luật 18–2). Bóng của người chơi rơi vào chướng ngại nước thì bị phạt một gậy (luật 26). Nếu golfer đánh nhầm bóng (luật 19–2) hoặc dùng putt đánh vào bóng của bạn chơi (luật 19–5), thì người chơi bị hai gậy phạt. Đôi khi việc vi phạm có thể dẫn tới việc bị loại khỏi cuộc chơi. Người chơi có thể bị loại vì gian lận, viết điểm thấp hơn thực tế, hoặc vì những hình thức vi phạm luật dẫn tới cú đánh không hợp lệ...

## Trang bị

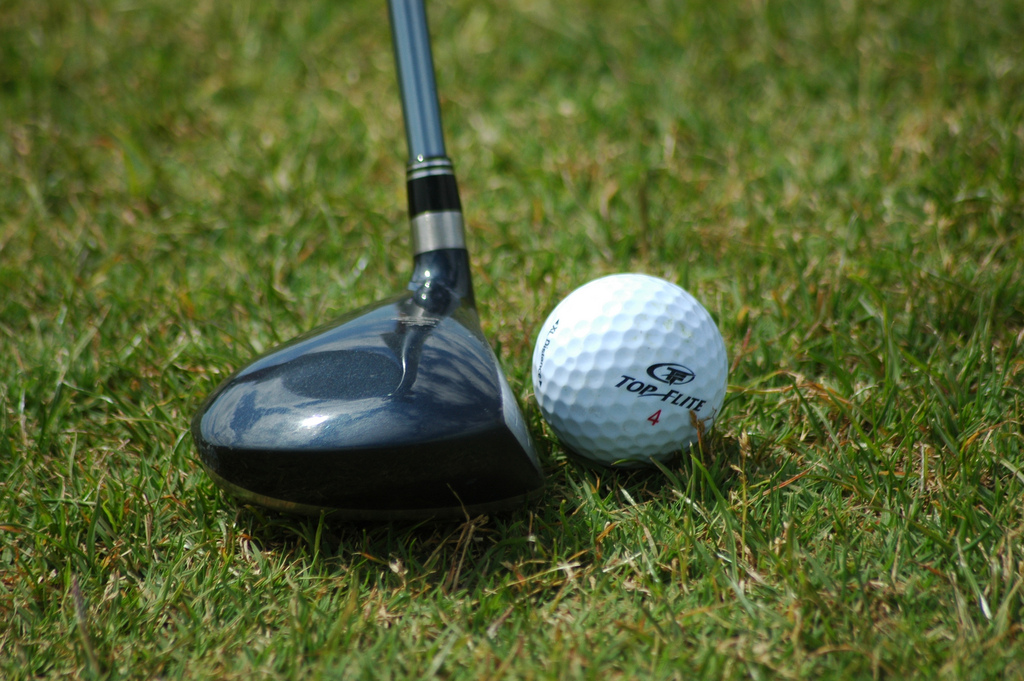
Một cây gậy gỗ ở tư thế chuẩn bị vung và đánh vào quả bóng golf

Gậy golf được dùng để đánh bóng golf. Một cây gậy bao gồm ba phần: cán gậy, thân gậy và đầu gậy ở phía dưới cùng. Những cây gậy dài được dùng để lái trái bóng đi xa, còn gậy ngắn hơn được dùng cho khoảng cách gần hơn.
Gậy golf được chia thành các loại cơ bản. 
- Gậy gỗ hay gậy wood có đầu to, thân dài được dùng để đưa bóng đi xa từ những vị trí "mở", ví dụ như tee box và fairway. Cây gậy gỗ quan trọng là driver hay "1-wood" với độ loft hay độ mở của mặt gậy thấp nhất. Loại gậy này được dành riêng cho những cú đánh xa, có thể lên tới 300 thước Anh (270 m), hoặc nhiều hơn dưới bàn tay của các golf thủ chuyên nghiệp. Trước đây các loại gậy được làm từ gỗ cứng đúng như tên gọi, nhưng nay các cây wood được làm từ vật liệu kim loại như titan, hoặc vật liệu tổng hợp.
- Gậy sắt hay iron là các cây gậy thân ngắn hơn có đầu làm từ kim loại, với mặt đầu gậy phẳng. Trước đây đầu gậy được rèn từ sắt; đầu gậy sắt hiện đại được đúc chính xác từ hợp kim thép. Gậy sắt với các độ loft khác nhau có thể được dùng cho hầu hết mọi vị trí trên sân, nhưng thường thấy nhất là những cú đánh ngắn tiếp cận green, hoặc để đưa bóng ra khỏi bẫy cát. Góc lie là góc được tạo giữa tâm của cán gậy (shaft) và mặt đất khi bạn đặt gậy sắt xuống ở vị trí vào bóng.
- Loại thứ ba là putter, loại gậy thăng bằng có độ loft thấp, được dùng để đưa bóng lăn trên green và vào lỗ. Putter hầu như luôn được dùng tại green hoặc tại các khu vực rough hay viền bao quanh.
- Loại gậy thứ tư, gậy hybrid, là sự kết hợp giữa gậy gỗ và gậy sắt, được dùng để thay thế các cây gậy sắt có độ loft thấp.

Độ loft là độ mở của mặt gậy golf (hay còn được gọi là loft gậy hoặc góc loft). Độ loft là thông số kỹ thuật quan trọng được ghi tại phần đầu gậy. Đây chính là biểu thị góc giữa mặt gậy và mặt phẳng đứng tại thành nhờ cán gậy. Góc loft của gậy golf sẽ được biểu thị bằng số độ.
Người chơi được phép mang tối đa 14 cây gậy một lúc trong túi trong một vòng. Việc chọn lựa gậy hoàn toàn thuộc về phía golfer, mặc dù mỗi cây gậy phải tuân theo các mục trong được liệt kê trong luật lệ. Vi phạm luật có thể bị loại khỏi cuộc chơi.
Bóng golf hình cầu, luôn có màu trằng (nhưng vẫn được phép có màu khác), được bao phủ bởi nhiều vết lõm trên bề mặt có tác dụng làm giảm lực cản khí động học nhờ tăng độ nhiễu loạn của không khí xung quanh trái bóng khi di chuyển, giúp cho phép trái bóng bay xa hơn. Sự kết hợp giữa lớp biên mềm bên ngoài và lõi cứng bên trong cho phép độ xa và độ xoáy.
Tee chỉ được phép sử dụng trong cú đánh đầu tiên ở mỗi hố, trừ trường hợp người chơi đánh thử một cú đánh hoặc phải thực hiện lại cú phát bóng.
Nhiều golf thủ đi những đôi giày golf có đinh bằng kim loại hoặc chất dẻo để tăng sức bám để có được những cú đánh xa hơn và chính xác hơn.
Một chiếc túi đựng gậy golf được dùng để đựng các cây gậy và tư trang cá nhân của người chơi như tee, bóng, và găng tay. Túi golf có nhiều ngăn, có thể được di chuyển trên sân bằng cách mang vác, kéo đi trên một xe đẩy hoặc gắn lên xe golf. Túi golf có quai tay hoặc dây đeo vai, và đôi khi có thể có các chân thu ra thu vào được giúp túi gậy đứng thẳng khi để trên mặt đất.

## Cơ chế đánh

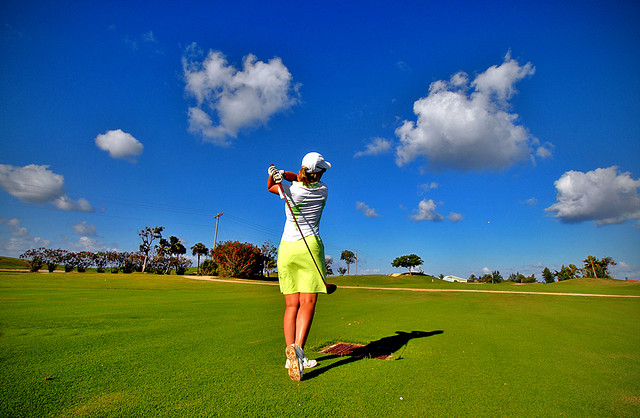
Một tay golf thực hiện cú đánh tiếp cận tại fairway.

Một cú swing trong môn golf có vẻ ngoài tương tự với những chuyển động khác như vung rìu hay vung gậy bóng chày; tuy nhiên, kết quả của cú swing phụ thuộc không nhỏ vào một số chuyển động phụ được căn chỉnh chính xác và đúng lúc, đảm bảo rằng gậy hướng di chuyển của gậy tới bóng phù hợp với đường bóng mong muốn, mặt gậy phù hợp với đường swing, và bóng tiếp xúc với điểm chạm "sweet spot" của mặt gậy. Khả năng thực hiện điều này một cách thường xuyên, qua nhiều bộ gậy với đủ loại gậy và mặt gậy, là kỹ năng then chốt đối với bất kỳ tay golf nào.
Các tay golf chuẩn bị cú đánh với phía thân không thuận hướng về mục tiêu (với người thuận tay phải thì mục tiêu ở bên trái). Thân của người chơi và đường trung tâm của mặt gậy ở vị trí song song với đường bóng mong muốn, trong khi bàn chân có thể vuông góc với đường bóng hoặc hơi hướng ra ngoài. Chân thường dạng rộng bằng vai đối với gậy sắt cỡ trung và putter, hẹp hơn vai với gậy sắt ngắn và rộng hơn vai đối với gậy sắt dài và gậy gỗ. Bóng thường được đặt chếch về "phía trước" (gần chân trước) đối với gậy có độ loft thấp. Ngược lại bóng được đặt về "phía sau" khi độ loft tăng. Hầu hết các cú swing bằng iron và putt thì bóng ở chính giữa thế đứng, trong khi đó một vài cú đánh với gậy iron có độ dài nhỏ hoặc trung bình thì bóng hơi lệch tâm về phía sau để đảm bảo sự tiếp xúc ổn định giữa bóng và mặt gậy.
Người chơi lựa chọn gậy, cán gậy, và cú đánh phù hợp với khoảng cách tới lỗ:
- Cú "drive" hay "full swing" được dùng tại khu phát bóng và fairway, thường bằng gậy gỗ hoặc gậy sắt dài, để đạt được khoảng cách tối đa có thể. Thân gậy ở tư thế kết thúc song song với mặt đất và quá vai.
- Cú "tiếp cận" hay "3/4 swing" được sử dụng đối với khoảng cách trên trung bình đòi hỏi độ chính xác hơn là khoảng cách, ví dụ như để đưa bóng vào green hoặc vượt qua chướng ngại vật. Vị trí kết thúc "backswing" (động tác chuẩn bị đánh) của cú đánh này thường là gậy chỉ lên trời hoặc hơi chỉ về phía người chơi.
- Cú "chip" hay "half-swing" dành cho khoảng cách ngắn gần green, dùng gậy sắt có độ loft cao hoặc gậy wedge. Mục đích của cú chip là đưa bóng vào green một cách an toàn và lăn về phía lỗ. Cú đánh này cũng dùng để đưa bóng từ các vị trí bất lợi tới các vị trí thuận lợi hơn. Độ cao của đầu gậy ở backswing nằm ở khoảng từ hông tới đầu.
- Cú "putt" được sử dụng cho các cú đánh bóng ngắn trên hay gần green, thực hiện bằng gậy "putter". Backswing và tư thế kết thúc của cú putt gọn hơn rất nhiều so với các cú đánh khác, trong đó đầu gậy hiếm khi giơ cao quá đầu gối. Putt thường chỉ có mục đích là đưa bóng vào lỗ, mặc dù cú putt ở khoảng cách xa chỉ nhằm rút ngắn khoảng cách giữa bóng và lỗ, đồng thời tạo lợi thế cho cú đánh quyết định.

Sau khi chọn gậy và cú đánh phù hợp, người chơi sẽ vào bóng bằng cách tạo tư thế đứng về phía bên cạnh quả bóng và đưa gậy ra sau quả bóng. Người chơi liền thực hiện động tác backswing, đưa cây gậy, cánh tay và phần thân trên của cơ thể ra xa quả bóng, rồi bắt đầu cú vung gậy, đưa đầu gậy xuống trở lại và đánh bóng. Một cú swing thông thường là sự tổng hợp các chuyển động phức tạp, và một chút thay đổi nhỏ về tư thế và cách hay chọn vị trí cũng có thể tạo ra những hiệu quả đánh bóng hoàn toàn khác nhau. Mục tiêu chung của mỗi người khi thực hiện một quả full swing là làm sao để đầu gậy di chuyển nhanh nhất có thể nhưng vẫn duy trì đường chuyển động của cả gậy và đầu gậy.
Sự chính xác và ổn định vẫn được coi trọng hơn khoảng cách đạt được. Một người có cú drive thẳng chỉ bay xa 220 thước Anh (200 m) sẽ vẫn có thể đưa bóng vào một vị trí thích hợp trên fairway. Tuy nhiên người có cú drive đi xa tới 280 thước Anh (260 m) nhưng không bay thẳng sẽ khó lòng đưa bóng tới vị trí thuận lợi; đường bóng đó có thể bị "hook", "pull", "draw", "fade", "push" hoặc "slice" so với đường đi dự tính, khiến bóng bị bay ra ngoài bound hoặc rơi vào rough hoặc chướng ngại vật, và người chơi phải mất thêm nhiều lần đánh.

### Các kiểu putt
Putt được coi là một trong những yếu tố quan trọng của golf. Có nhiều kỹ thuật putt và cách cầm gậy được phát triển nhằm giúp người chơi thực hiện putt thành công. Thời kỳ đầu, các tay golf putt với tay thuận ở phần dưới cán gậy và tay không thuận ở trên. Các cầm gậy và putt này được gọi là cách "thông thường". Có nhiều biến thể của cách thông thường như overlap (golfer sẽ lấy ngón trỏ tay không thuận đè lên ngòn út của tay thuận), interlock (ngón trỏ tay không thuận khớp với ngón út và áp út của tay kia), double hoặc triple overlap. Gần đây kiểu putt "cross handed" (tréo tay) trở nên phổ biến. Cross handed tức là tay thuận ở phần trên của cán còn tay không thuận ở dưới. Cách cầm gậy này hạn chế chuyển động ở bàn tay thuận và loại bỏ khả năng wrist breakdown trong quá trình putt.
Các kiểu putt phổ biến khác còn có "the claw", trong đó cán gậy ở giữa của ngón cái và ngón trỏ của tay thuận trong khi lòng bàn tay hướng về mục tiêu, tay không thuận đặt như bình thường vào cán gậy.

## Cách tính điểm và handicap

### Par

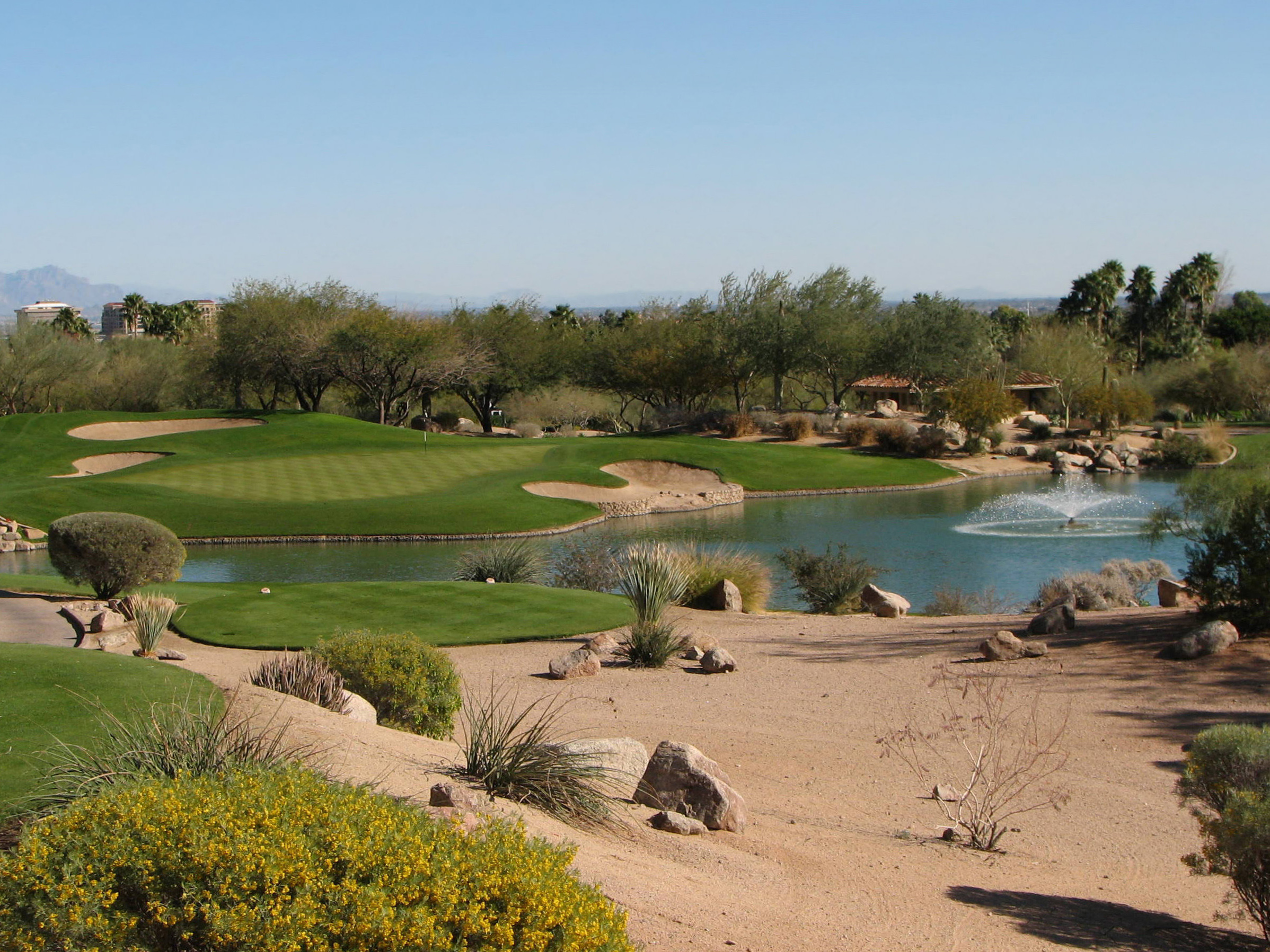
Một hố golf par-3 ở Phoenician Golf Club, Scottsdale, Arizona

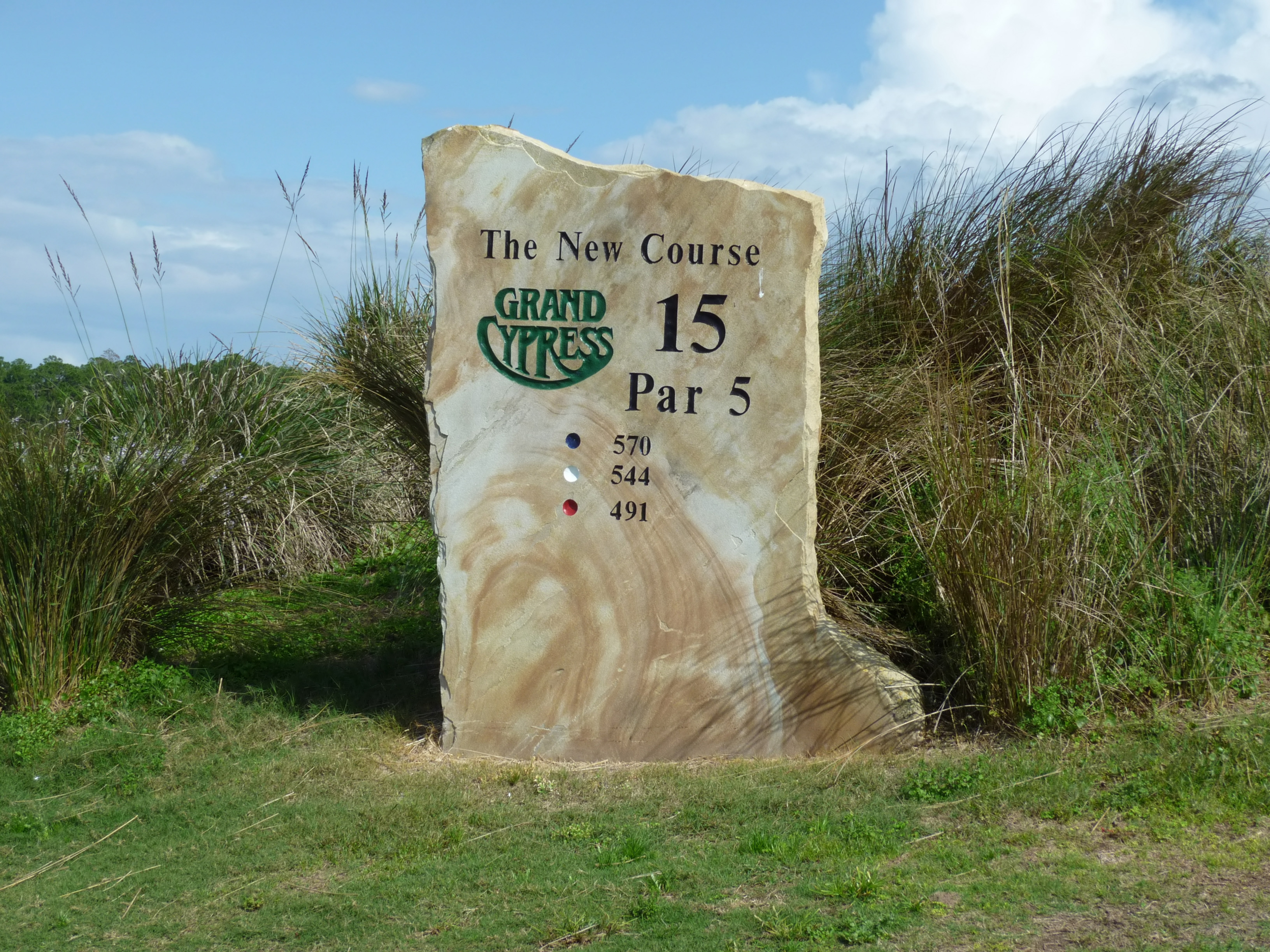
Một tảng đá báo hiệu đây là một hố par 5

Một hố golf được phân loại theo par hay số gậy chuẩn mà một tay golf giỏi cần đạt được để hoàn thành một hố. Par tối thiểu của một hố là 3 bởi par luôn gồm ít nhất một cú tee và hai cú putt. Các par 4 và 5 là các par phổ biến trên sân; một vài sân thậm chí có thể có các hố par 6 hay par 7. Ngoài tee và putt, các cú đánh khác thường (nên) được thực hiện tại fairway; ví dụ, một tay golf giỏi thường muốn vào green tại một lỗ có par là 4 trong hai gậy — một từ cú tee (hay drive) và một cú thứ hai vào green (cú "tiếp cận") — và sau đó đưa bóng lăn vào hố trong hai putt để đạt par. Khi bóng vừa vào green mà người chơi vẫn còn tối thiểu hai putt để đạt par thì có nghĩa người đó đã thực hiện "green in regulation" hay GIR thành công. Việc để lỡ GIR không có nghĩa là người chơi golf không giành par, nhưng sẽ khó thành công hơn; ngược lại, đạt được GIR không bảo đạm bạn có par, bởi đôi khi bạn phải mất ba putt để kết thúc lỗ. Các tay golf chuyên nghiệp thường có tỉ lệ GIR là 60% tới 70%.
Nhân tố chính để phân loại par cho một hố tương đối thẳng tắp và không có chướng ngại vật là khoảng cách từ tee tới green. Một hố par 3 thường ngắn hơn 225 m, par 4 là từ 225–434 m, par 5 là trên 435 m. Par 6 ít gặp có thể lên tới 590 m. Các khoảng cách này dựa trên tầm xa của cú drive trong khoảng 220 và 260 m của một tay golf thông thường. Tuy nhiên cũng cần phải xem xét tới các yếu tố khác. Độ dốc của mặt đất từ tee tới lỗ cũng gia tăng hoặc giảm thiểu quãng đường lăn của bóng. Những khúc ngoặt hay chướng ngại vật cũng buộc các tay golf phải "lay up" tại fairway để chuyển hướng hoặc đánh bóng qua chướng ngại vật ở cú đánh tiếp theo. Những yếu tố về mặt thiết kế này sẽ ảnh hưởng tới cách một tay golf thi đấu, bất kể khoảng cách từ tee tới green là ít hay nhiều, và do đó cũng cần được tính để đặt par cho hố. Tuy nhiên, điểm par không bao gồm việc có thể có gậy phạt, vì một người chơi thông thường không muốn đưa bóng vào bẫy nước hay các tình huống bóng không hợp lệ.
Các sân mười tám lỗ thường có điểm par tổng là 72 cho một vòng chơi, tức par trung bình của một lỗ là 4; thường một sân được thiết kế với số lỗ par 5 và par 3 bằng nhau, còn lại là par 4. Nhiều sân có tổng par là 68 cho tới 76, nhưng không có nghĩa sân đó kém giá trị hơn sân có par-72. Ở một số quốc gia, các sân thường được phân loại theo độ khó, và độ khó này được dùng để tính toán handicap hay điểm chấp của một golfer tại sân đó.
Hai loại điểm đánh giá độ khó tại Hoa Kỳ là Course Rating, hay điểm dành cho một "scratch golfer" (tay golf thông thường) có handicap bằng 0 thi đấu tại sân đó (và có thể sẽ khác so với par của sân), và Slope Rating, dùng để đo mức độ tồi tệ có thể của một "bogey golfer" (với handicap 18) so với một "scratch golfer". Hai loại điểm này áp dụng cho bất kỳ sân golf nào nằm dưới sự quản lý của USGA, và được sử dụng trong một hệ thống tính handicap.

#### Tính điểm
Mục đích mỗi vòng là mất càng ít gậy càng tốt. Điểm của người chơi luôn là hiệu số của số gậy trừ đi số điểm par. Một cú hole in one (còn gọi là "ace" hay ăn điểm trực tiếp) xảy ra khi người chơi đưa bóng vào lỗ ngay từ cú đánh ở tee. Số điểm ở mỗi hố thường có một tên gọi riêng biệt.
| Điểm dạng số | Tên                      | Định nghĩa       |
| ------------ | ------------------------ | ---------------- |
| −4           | Condor                   | bốn gậy dưới par |
| −3           | Albatross (Double Eagle) | ba gậy dưới par  |
| −2           | Eagle                    | hai gậy dưới par |
| −1           | Birdie                   | một gậy dưới par |
| E            | Par                      | bằng par         |
| +1           | Bogey                    | one gậy trên par |
| +2           | Double bogey             | hai gậy trên par |
| +3           | Triple bogey             | ba gậy trên par  |

### Hệ thống handicap
Handicap là phép đo bằng số về khả năng của một tay golf tại một sân golf 18 lỗ. Handicap của một người thường đại diện cho số gậy trên par mà người đó sẽ mắc trong một vòng đấu trung bình tại sân đó. Người chơi càng giỏi thì handicap càng thấp. Một số người có handicap 0 hoặc thấp hơn gọi là scratch golfer, và thông thường sẽ đạt hoặc vượt par của sân trong một vòng chơi (phụ thuộc vào độ khó của sân).
Tính toán handicap thường phức tạp, chủ yếu do không phải sân nào cũng khó như nhau hay không phải trình độ người chơi nào cũng như nhau. Một người có par ở sân A có thể có 4 gậy trên par ở sân B, hoặc một người có 20 gậy trên par ở sân A lại làm tốt hơn với 16 gậy trên par ở sân B. Đối với "scratch golfer", sân B khó hơn, nhưng với "bogey golfer", sân A khó hơn. Nguyên nhân là do các thử thách ở của sân có ảnh hưởng khác nhau đối với mỗi người. Khoảng cách thường là vấn đề với các tay golf "bogey" nghiệp dư vì tốc độ vung gậy của họ chậm nên bóng đi không xa, vì vậy cần nhiều gậy mới tới green. Tuy nhiên các sân thường thiết kế với các chướng ngại vật để giảm bớt lợi thế đánh xa hơn của các tay golf chuyên, buộc họ phải "lay up" để tránh hố cát hoặc bẫy nước, trong khi bogey golfer không bị ảnh hưởng nhiều vì chướng ngại vật nằm ngoài tầm của họ. Các yếu tố địa hình và duy trì fairway có thể ảnh hưởng tới tất cả các golfer ở mọi trình độ; làm hẹp fairway bằng nhiều vật cản hay mở rộng rough ở hai bên thường tăng tỉ lệ đánh bóng vào khu vực bất lợi, từ đó tăng thử thách cho mọi người chơi.

### Các hình thức chơi golf cơ bản
Có hai hình thức chơi golf cơ bản là match play và stroke play. Stroke play là kiểu chơi phổ biến hơn.

#### Match play
Trong một trận match play, hai tay golf (hoặc hai đội) tranh tài tại mỗi hố như một cuộc thi đấu riêng rẽ. Bên có điểm số thấp hơn tại lỗ sẽ thắng lỗ đó, còn nếu hai bên có số điểm bằng nhau thì hố đó được "chia đôi" (hay là hòa). Sau khi tất cả các hố được hoàn thành, bên nào có nhiều hố thắng hơn sẽ chiến thắng trận đấu. Trong trường hợp một bên có khoảng cách dẫn điểm không thể bị san bằng hay vượt qua, thì trận đấu sẽ kết thúc luôn mà không cần phải thi đấu các hố còn lại. Ví dụ, nếu một bên đang dẫn sáu hố, và chỉ còn năm hố nữa là hết trận, trận đấu kết thúc và bên đang dẫn được coi là thắng "6 & 5". Ở bát cứ thời điểm nào, nếu số điểm dẫn trước bằng số lỗ còn lại, bên dẫn trước được gọi là "dormie", và trận đấu tiếp diễn cho tới khi bên dẫn trước gia tăng cách biệt thêm một hố hoặc hòa bất kỳ hố nào trong các hố còn lại, hoặc trận đấu kết thúc với tỉ số hòa với bên bị dẫn thắng tất cả các hố còn lại. Khi trận đấu kết thúc với tỉ số hòa, hai bên có thể tiếp tục chơi tới khi một bên thắng.

#### Stroke play
Điểm số đạt được ở mỗi hố tại một vòng hoặc cả giải đấu được tính vào tổng điểm, và người chơi có tổng điểm thấ nhất sẽ thắng stroke play. Stroke play là kiểu chơi phổ biến nhất. Tại các giải chuyên nghiệp, nếu có tỉ số hòa ở vị trí dẫn đầu sau tất cả các hố, tất cả các tay golf bằng điểm sẽ thi đấu một trận playoff. Playoff có thể theo thể thức sudden death hoặc diễn ra trong một số lượng hố được ban tổ chức đề ra trước (từ 3 tới 18). Trong sudden death, người chơi có số điểm thấp nhất tại hố so với tất cả các đối thủ sẽ thắng. Trong thể thức playoff với số lỗ cho trước, nếu có ít nhất hai người bằng điểm nhau sau khi tất cả các hố kết thúc thì những người bằng điểm sẽ bước vào sudden death, trong đó người nào thắng một hố sẽ vô địch giải đấu.

### Các hình thức phổ biến khác

#### Lối chơi đồng đội

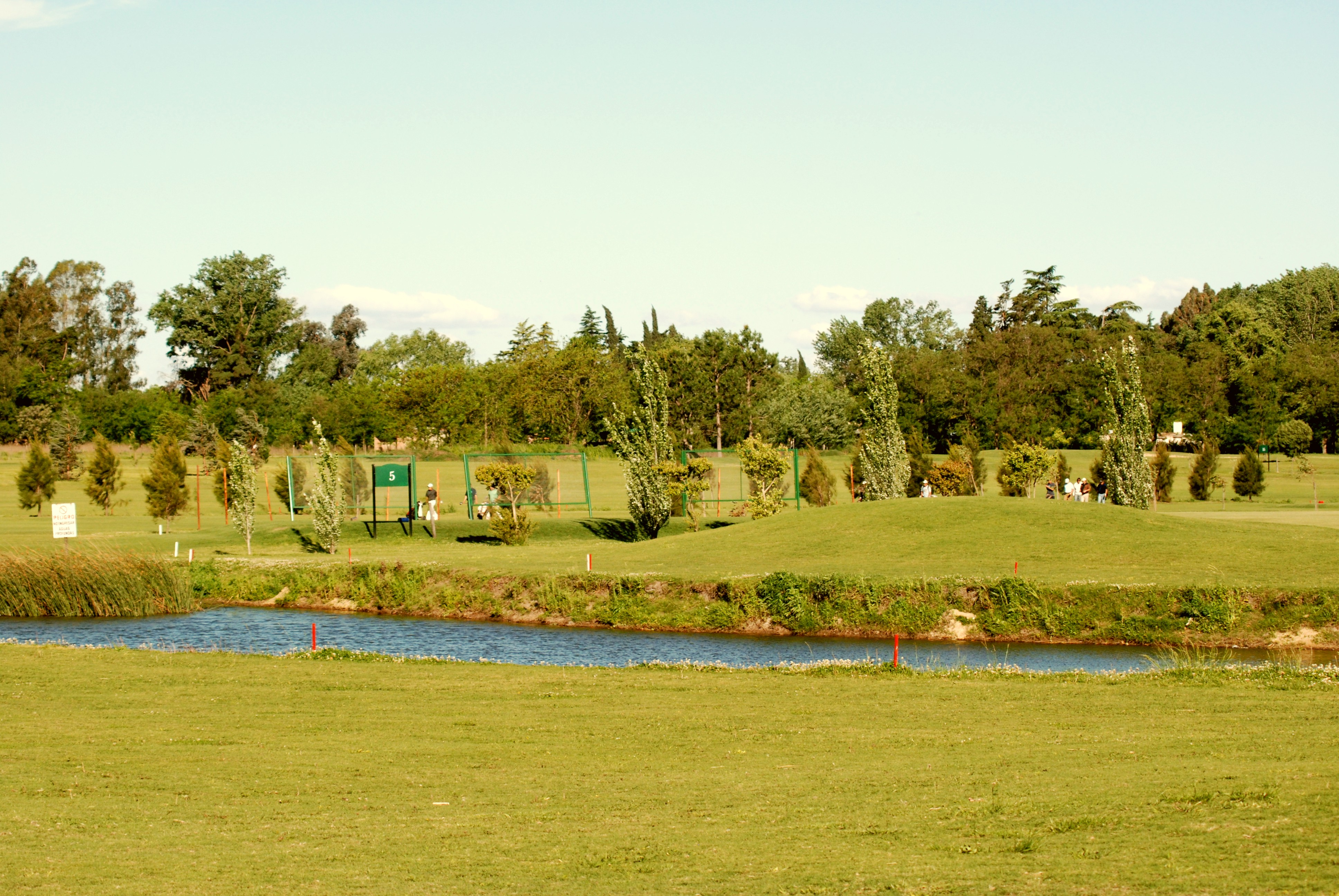
Câu lạc bộ golf Junín, Junín, Argentina

- Foursome: theo Luật 29, foursome diễn ra giữa hai đội hai người, mỗi đội chỉ có một quả bóng và người chơi của mỗi đội thay phiên thực hiện cú đánh của đội mình. Ví dụ, nếu "A" và "B" cùng một đội, "A" tee ở hố thứ nhất, "B" sẽ đánh cú thứ hai, "A" thực hiện cú thứ ba, và cứ thế tới khi bóng vào lỗ. Ở hố thứ hai, "B" sẽ phát bóng (bất kể ai là người putt cuối cùng ở lỗ 1), "A" đánh cú thứ hai, và cứ thế tới hết lỗ. Foursome có thể đánh theo kiểu match play hoặc stroke play.[34]
- Fourball: theo Luật 30 và 31, fourball cũng diễn ra giữa hai đội hai người, nhưng mỗi người có một quả bóng riêng và khi so sánh kết quả hai bên thì sẽ tính kết quả của người có điểm số thấp hơn của mỗi đội. Fourball cũng có thể đánh theo kiểu match play hoặc stroke play.[35]

## Golf chuyên nghiệp
Đa phần các tay golf chuyên nghiệp đóng vai trò quản lý câu lạc bộ hay dạy golf, và chỉ thi đấu ở một số giải địa phương. Một nhóm nhỏ các tay golf ưu tú thi đấu tại các tour quốc tế. Các tay golf tham gia quản lý và hướng dẫn golf bắt đầu sự nghiệp trong ngành công nghiệp golf trong vai trò caddy, và với một chút quan tâm, họ tìm việc tại các sân golf và cuối cùng lấy bằng chứng nhận nghề nghiệp. Các tay golf đi thi đấu giải thường bắt đầu trong vai trò vận động viên nghiệp dư, đạt vị thế "chuyên nghiệp" sau những thành công ở các giải lớn, nơi mang về cho họ tiền thưởng và tài trợ. Ví dụ Jack Nicklaus được chú ý nhờ đứng thứ nhì tại U.S. Open 1960 sau nhà vô địch Arnold Palmer, với điểm sau 72 hố là 282 (điểm số tốt nhất của một tay golf nghiệp dư cho tới nay tại U.S. Open). Ông thi đấu thêm nhiều giải vào năm 1961, vô địch U.S. Amateur Championship 1961, trước khi chính thức trở thành vận động viên chuyên nghiệp năm 1962.

### Các tour đấu
Có ít nhất khoảng 20 tour đấu golf chuyên nghiệp, có thể của PGA hay một nhà tổ chức tour độc lập, chịu trách nhiệm lên lịch các giải đấu, tìm kiếm tài trợ, và đặt ra luật lệ của tour. Tour cho phép các thành viên thi đấu hầu hết các giải, đôi khi cũng mời các tay golf không thuộc tour đấu tham dự một số giải. Việc trở thành thành viên của các tour lớn không hề dễ dàng.

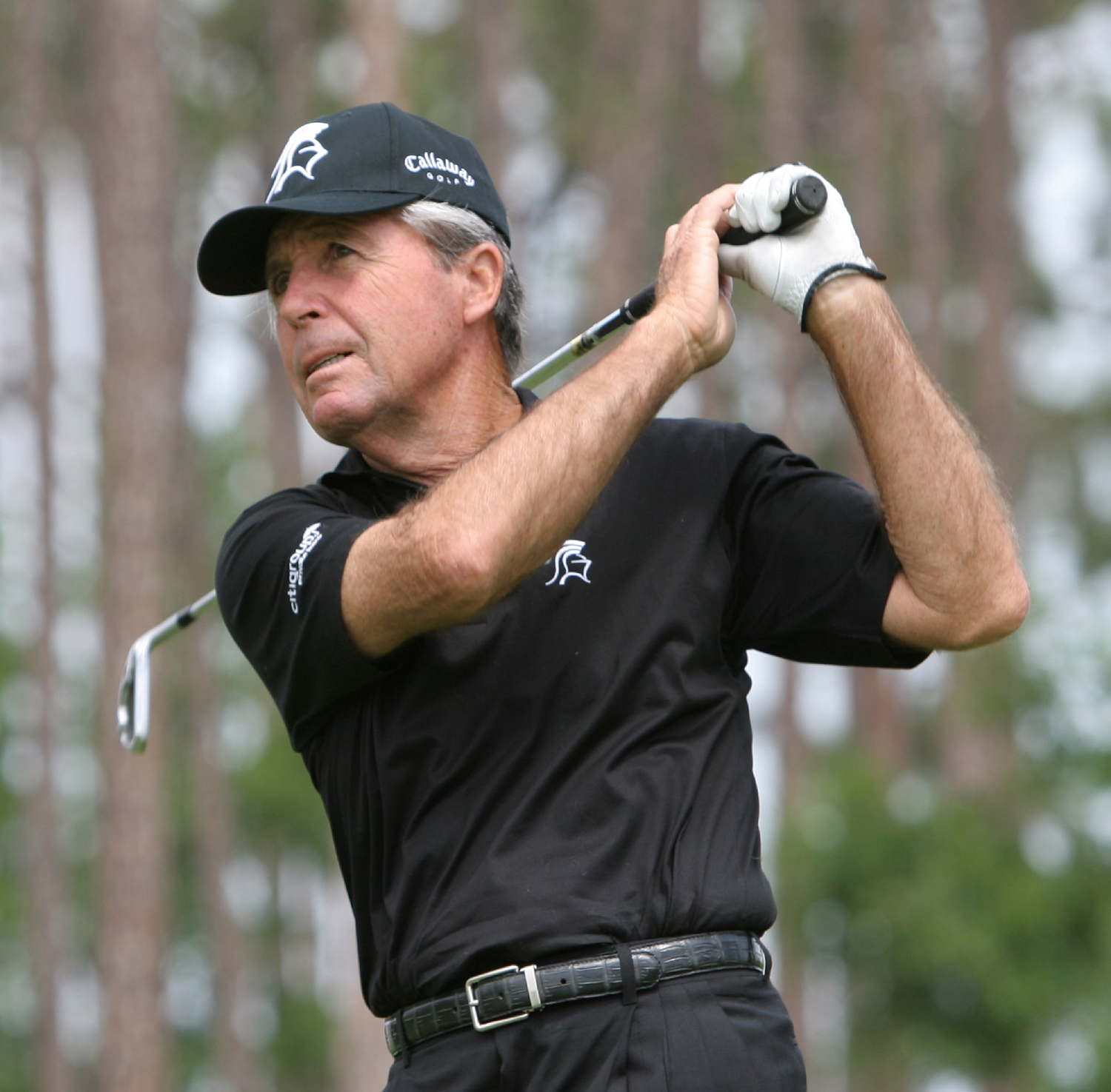
Gary Player được coi là một trong những vận động viên golf hàng đầu.

Tour nổi tiếng nhất hiện nay là PGA Tour bên cạnh các giải Major và bốn giải World Golf Championships. Các giải của PGA Tour có số tiền thưởng cho người vô địch là ít nhất 800.000 USD. European Tour, chủ yếu thu hút các tay golf ngoài Bắc Mỹ, xếp thứ hai sau PGA Tour về mức độ uy tín trên thế giới. Một số vận động viên không thuộc Bắc Mỹ thường cố gắng thi đấu đủ số giải nhằm duy trì quyền thành viên ở cả PGA Tour và European Tour. Kể từ năm 2010, có ba lần danh hiệu kiếm tiền thưởng tốt nhất của cả hai tour là cùng một người, trong đó Luke Donald làm được điều này năm 2011 còn Rory McIlroy là vào năm 2012 và 2014.
Các tour đấu lớn khác của nam bao gồm Japan Golf Tour, Asian Tour (châu Á ngoài Nhật Bản), PGA Tour of Australasia, và Sunshine Tour (Nam Phi). Các tour Nhật Bản, Australasia, Sunshine, PGA, và European là thành viên sáng lập của Liên đoàn các tour PGA quốc tế (International Federation of PGA Tours), cơ quan thương mại của các tour đấu chính thành lập năm 1996. Asian Tour trở thành thành viên chính thức năm 1999. Canadian Tour trở thành thành viên dự khuyết năm 2000, còn Tour de las Américas (Mỹ Latinh) trở thành thành viên dự khuyết năm 2007. Liên đoàn mở rộng vào năm 2009 với 11 thành viên mới chính thức – Canadian Tour, Tour de las Américas, Hiệp hội golf Trung Quốc, PGA Hàn Quốc, Professional Golf Tour of India, và các tổ chức điều hành sáu tour lớn của nữ. OneAsia Tour, thành lập năm 2009, không phải thành viên nhưng liên doanh với các tour Australasia, Trung Quốc, Nhật Bản, và Hàn Quốc. Vào năm 2011, Tour de las Américas được PGA Tour tiếp quản, và tới năm 2012 được nhập vào PGA Tour Latinoamérica mới ra đời. Cũng trong năm 2012 Canadian Tour đổi tên thành PGA Tour Canada sau khi được PGA Tour tiếp quản. Tất cả các tour thành viên của Liên đoàn (trừ Ấn Độ) và OneAsia Tour đóng góp điểm cho các tay golf để họ đua tranh thứ hạng trên Official World Golf Ranking (OWGR).
Golf cũng có các giải đấu hấp dẫn đối với các vận động viên cao tuổi. Có một số tour cho nam giới từ 50 tuổi trở lên, tiêu biểu là PGA Tour Champions.
Có sáu tour chính của nữ phân theo vùng địa lý. Tour lớn và uy tín nhất là LPGA Tour của Hoa Kỳ. Tất cả các tour lớn này đều đóng góp điểm cho các tay golf để họ đua tranh thứ hạng trên Women's World Golf Rankings.

### Các giải major của nam

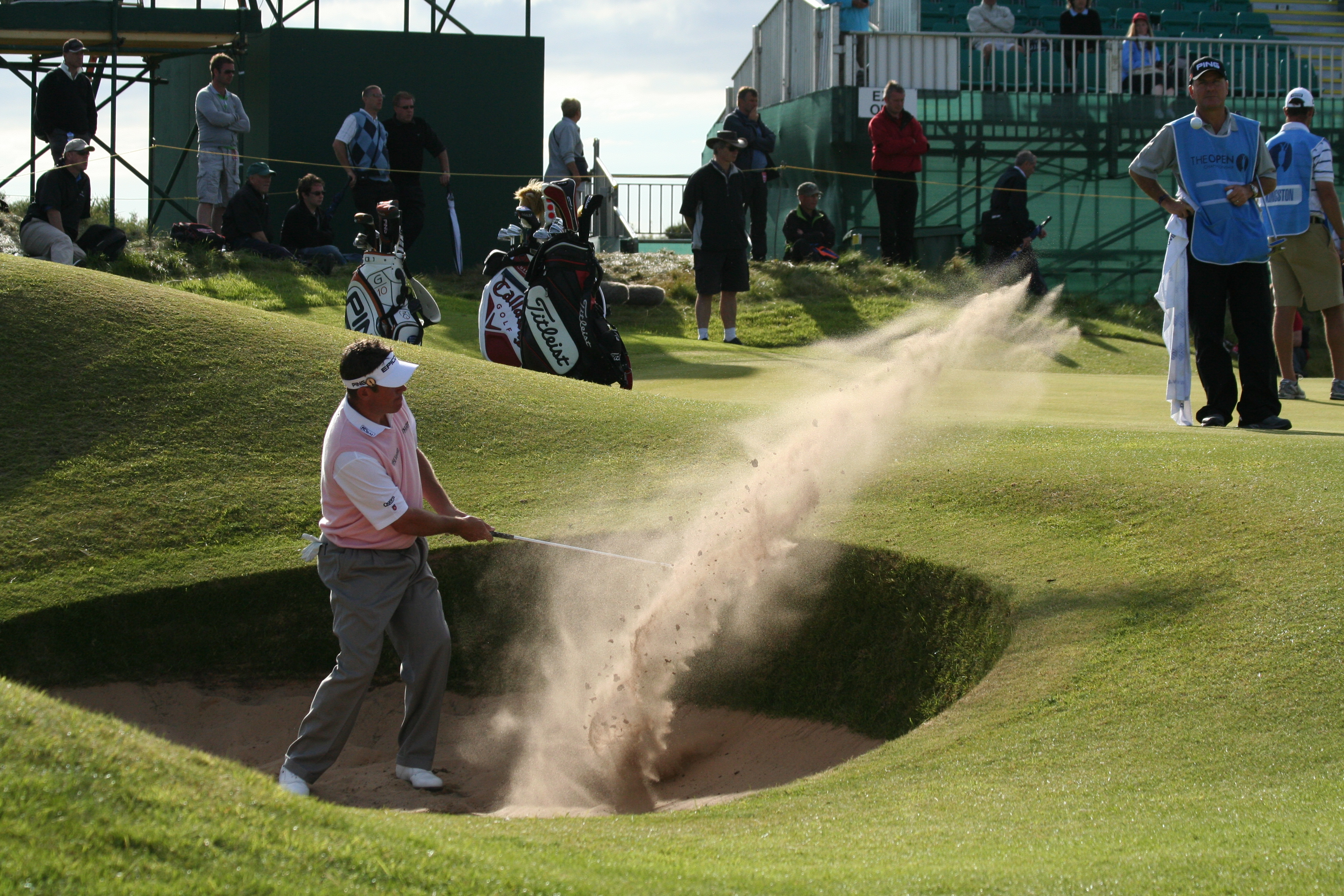
Lee Westwood thực hiện cú đánh từ hố cát tại Open Championship 2008.

Các giải major của nam là bốn giải đấu cao quý nhất trong năm. Theo thứ tự thời gian trong một năm, các giải này bao gồm: The Masters, U.S. Open, The Open Championship (hay British Open) và PGA Championship.
Các giải này dành cho khoảng vài chục tay golf hàng đầu thế giới tranh tài. The Masters diễn ra tại Augusta National Golf Club ở Augusta, Georgia, lần đầu năm 1934. Đây là giải major duy nhất được tổ chức tại duy nhất một sân từ trước tới nay. U.S. Open và PGA Championship diễn ra tại các sân thuộc Hoa Kỳ, còn Open Championship diễn ra tại các sân thuộc Vương quốc Liên hiệp Anh.
Trước khi PGA Championship và The Masters xuất hiện, bốn giải major là U.S. Open, U.S. Amateur, Open Championship và British Amateur.

### Các giải major của nữ

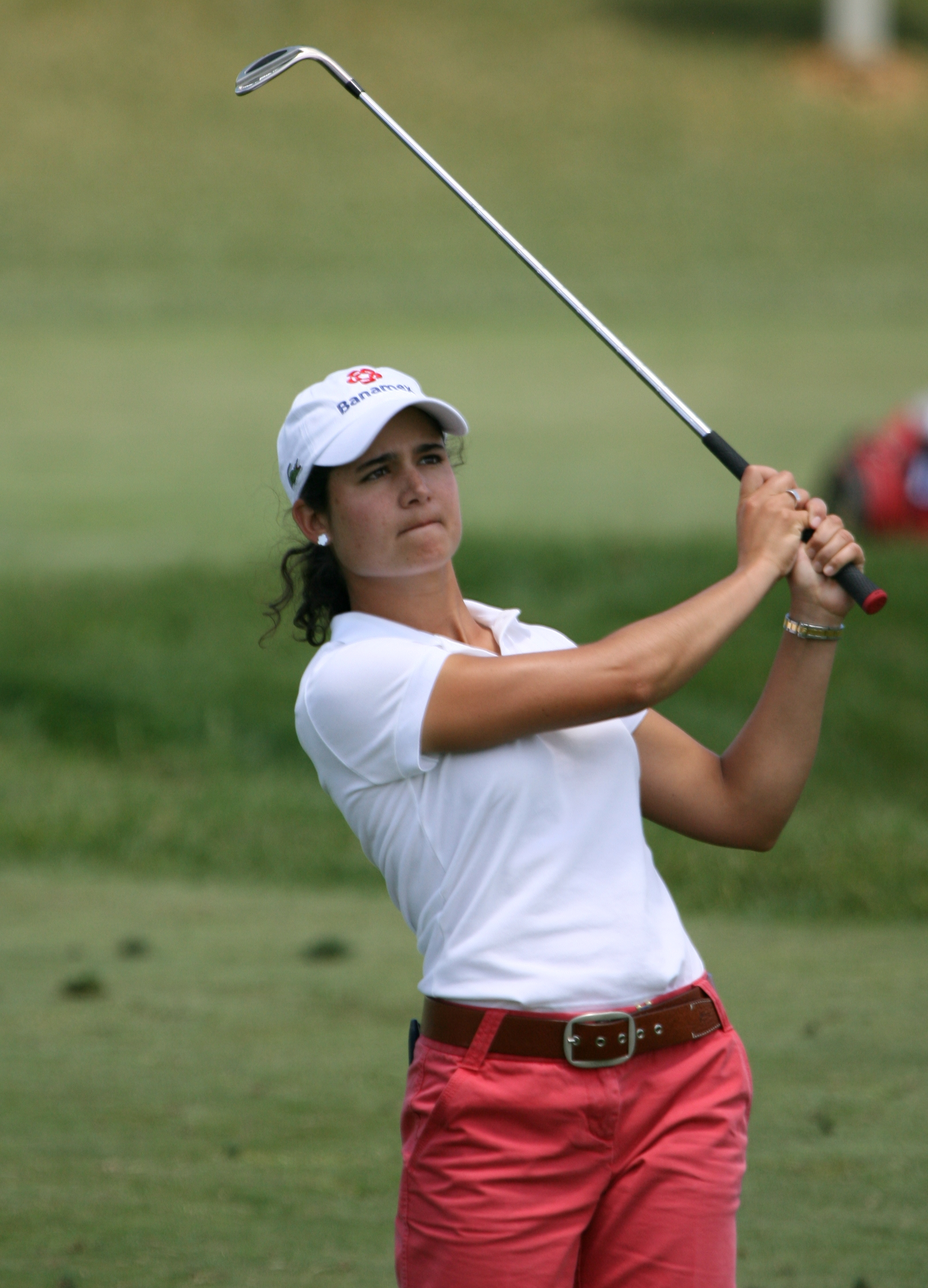
Lorena Ochoa, cựu tay golf nữ số một thế giới, vào năm 2007

Golf nữ không có một hệ thống giải thưởng major áp dụng cho toàn thế giới. Danh sách các giải major được LPGA của Hoa Kỳ công nhận đã nhiều lần thay đổi, gần đây nhất là vào năm 2001 và 2013. Có năm giải major dành cho nữ hiện nay được LPGA công nhận: ANA Inspiration, Women's PGA Championship (tên trước đây là LPGA Championship), U.S. Women's Open, Women's British Open (thay thế cho du Maurier Classic vào năm 2001) và The Evian Championship (gia nhập danh sách giải major vào năm 2013). Ladies European Tour chỉ công nhận Women's British Open và The Evian Championship là major. LPGA of Japan Tour không công nhận bất cứ giải nào trong số các giải trên mà có một hệ thống bốn giải major riêng.

## Tại Việt Nam
Golf được du nhập về Việt Nam vào năm 1920, dưới thời Vua Bảo Đại. Khi đó, golf ngay lập tức trở thành môn thể thao “xa xỉ” chỉ dành cho vua chúa, rất ít người biết đến. Sân golf đầu tiên ở Việt Nam chính là Da Lat Palace Golf Club hay còn gọi là sân golf Đồi Cù do vua Bảo Đại xây dựng .
Có một số người dùng những thuật ngữ Golf sau đây trong tiếng Việt:
- Đồi quả: để chỉ Green
- Đường bóng: để chỉ Fairway

## Các sự kiện cấp quốc tế
- Golf tại Đại hội Thể thao châu Á
- Golf tại Đại hội Thể thao Liên châu Mỹ
- Golf tại Thế vận hội Mùa hè
- Ryder Cup
- Presidents Cup
- Solheim Cup
- International Crown
- Seve Trophy
- EurAsia Cup
- Walker Cup
- Curtis Cup